# Rast
Rast es una comuna ubicada en el distrito de Dolj, Rumania.

## Superficie
Posee una superficie de 82,12 kilómetros cuadrados.

## Demografía
Hasta 2021 la población era de 3198 habitantes, con una densidad de población de 38,94 habitantes por kilómetro cuadrado.